# Senglea Athletic FC
Senglea Athletic FC je maltský fotbalový klub z města Senglea. Klub byl založen roku 1906. Stadion atleticu je 31 ta' Mejju 1981 (II-Ponta).

## Vítězství
- Maltese First Division - 1980/81
- Maltese Second Division - Runners-Up - 2001/02
- Maltese Third Division - Runners-Up - 2000/01